# 알렉스 니멜리
알렉스 추이메니-니멜리(Alex Tchuimeni-Nimely, 1991년 5월 11일 ~ )는 과거 스트라이커로 뛰었던 라이베리아의 전 축구 선수이다.

## 클럽 경력

### 초기의 경력
마이티 발로레와 코톤 드 갈루아에서 커리어를 시작하고 2007년 맨체스터 시티로 이적한다.

### 맨체스터 시티
2008년 1월 16일 맨시티와 4년계약을 하게 된다. 그는 2010에 번리를 상대로 6-1로 승리하였던 경기에 교체선수로 데뷔를 한다.

#### 미들즈브로에 임대
2011년 11월 17일 미들즈브로의 3달 임대에 사인을 하였다. 미들즈브로에서의 첫 대뷔는 크리스털 팰리스와의 리그컵 대회였으며 리그에서의 첫 대뷔는 입스위치 타운과의 경기였다.

#### 코벤트리 시티에 임대
2012 1월 12일 코벤트리 시티에 남은 시즌의 종료시점까지 임대되었다. 니멜리는 전 팀이였던 미들즈브로를 상대로 첫 골을 넣는데 성공한다.

#### 크리스털 팰리스에 임대
2013년 1월 10일 12/13시즌 동안 임대되었다. 니멜리는 크리스털 팰리스에서 1월 12일날 교체로서 대뷔하게 되었다.

## 경력 통계
| League | League | FA Cup | FA Cup | League Cup | League Cup | Other | Other | Total | Total |
| Apps   | Goals  | Apps   | Goals  | Apps       | Goals      | Apps  | Goals | Apps  | Goals |
| 29     | 1      | 0      | 0      | 1          | 0          | 1     | 0     | 31    | 1     |
| ------ | ------ | ------ | ------ | ---------- | ---------- | ----- | ----- | ----- | ----- |